# Limnophila mitoceroides
Limnophila mitoceroides är en tvåvingeart som beskrevs av Alexander 1933. Limnophila mitoceroides ingår i släktet Limnophila och familjen småharkrankar. Inga underarter finns listade i Catalogue of Life.